# Aegidinus tricornis
Aegidinus tricornis är en skalbaggsart som beskrevs av Colby 2009. Aegidinus tricornis ingår i släktet Aegidinus och familjen Hybosoridae. Inga underarter finns listade i Catalogue of Life.